# Regina University (circonscription saskatchewanaise)
Pour les articles homonymes, voir Regina (homonymie).
Circonscription électorale provinciale du Canada
Regina University est une circonscription électorale provinciale de la Saskatchewan au Canada. Elle est représentée à l'Assemblée législative de la Saskatchewan depuis 2016.

## Géographie
La circonscription consiste en la partie sud-est de la ville de Regina.

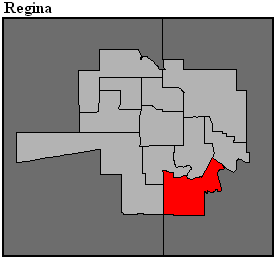
Frontière de la circonscription en 2016.
Frontière de la circonscription en 2022.

## Liste des députés
| Parlement                                                                           | Années                                                                              | Député                                                                              | Député                                                                              | Parti                                                                               |
| Regina University                                                                   | Regina University                                                                   | Regina University                                                                   | Regina University                                                                   | Regina University                                                                   |
| Circonscription issue de Regina South, Regina Douglas Park et Regina Wascana Plains | Circonscription issue de Regina South, Regina Douglas Park et Regina Wascana Plains | Circonscription issue de Regina South, Regina Douglas Park et Regina Wascana Plains | Circonscription issue de Regina South, Regina Douglas Park et Regina Wascana Plains | Circonscription issue de Regina South, Regina Douglas Park et Regina Wascana Plains |
| ----------------------------------------------------------------------------------- | ----------------------------------------------------------------------------------- | ----------------------------------------------------------------------------------- | ----------------------------------------------------------------------------------- | ----------------------------------------------------------------------------------- |
| 28e                                                                                 | 2016–2020                                                                           |                                                                                     | Tina Beaudry-Mellor                                                                 | Saskatchewanais                                                                     |
| 29e                                                                                 | 2020–2024                                                                           |                                                                                     | Aleana Young                                                                        | Néo-démocrate                                                                       |
| 30e                                                                                 | 2024–en cours                                                                       |                                                                                     | Sally Housser (en)                                                                  | Néo-démocrate                                                                       |